# Пятнистая свистящая утка

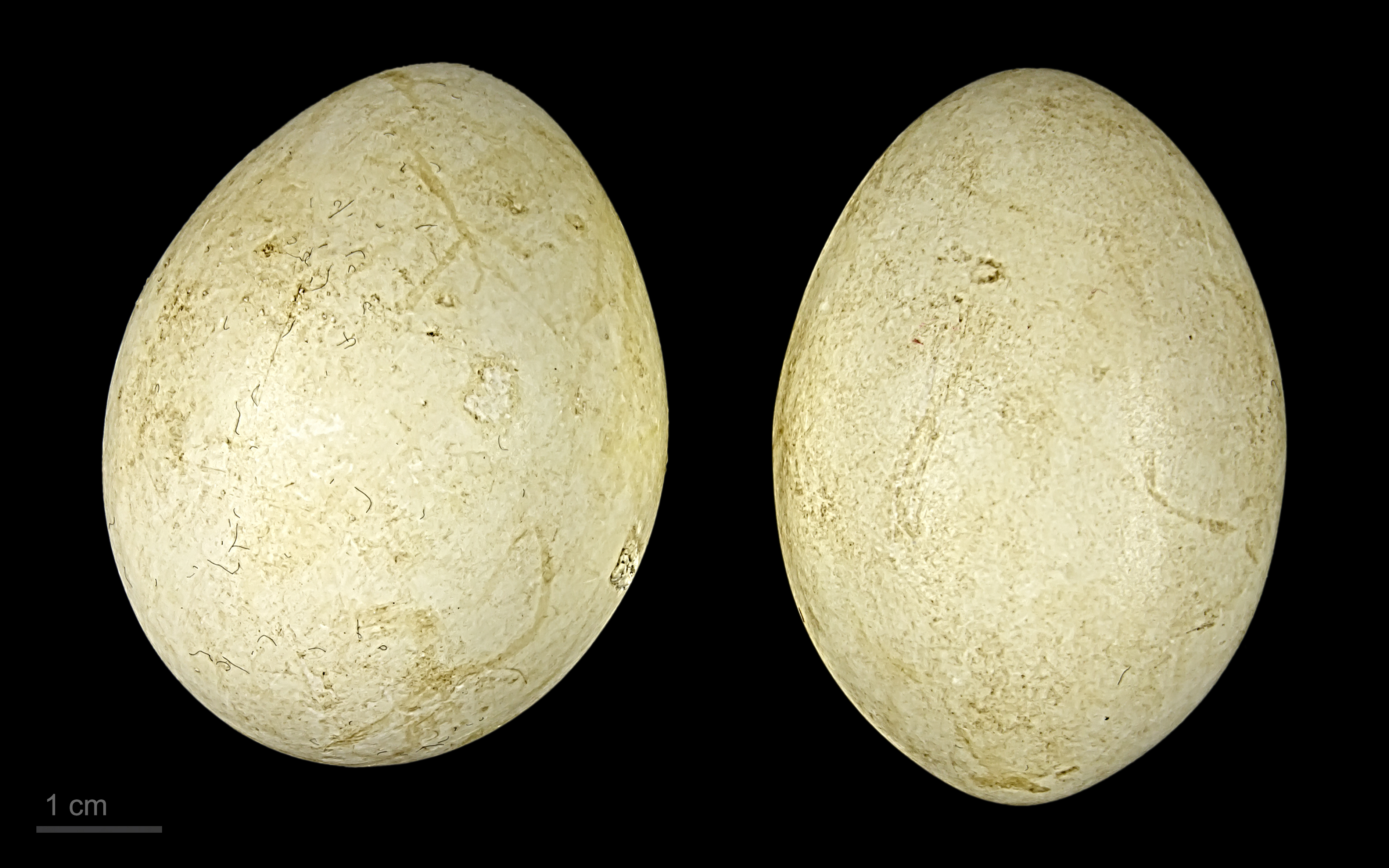
яйцо Dendrocygna guttata - Тулузский музеум

Пятнистая свистящая утка, или пятнистая древесная утка (лат. Dendrocygna guttata) — вид свистящей или древесной утки.

## Внешний вид
В длину достигает 42—50 см при весе около 800 г. Оперение коричневое с белыми пятнами на брюхе, голова серая. Лапы относительно длинные с синеватыми перепонками. Существенного полового диморфизма не наблюдается.

## Распространение
Пятнистая свистящая утка обитает на островах Австралазии: на Новой Гвинее, Сулавеси, Минданао, Малых Зондских островах, архипелаге Бисмарка. Они селятся у небольших пресных водоёмов или на побережии островов, рядом с которыми имеются пущи деревьев. 
Точных данных о численности птиц не имеется. По некоторым источникам, в 1999 году их насчитывалось не менее 25 000 особей.

## Размножение
Брачный период начинается после начала сезона дождей в августе-сентябре. Самка обычно откладывает от 6 до 12 яиц, которые содержатся в гнезде в течение месяца. После вылупления птенцы начинают летать на седьмой неделе, а половой зрелости достигают к двум годам.